# Heterodera cacti
Heterodera cacti är en rundmaskart. Heterodera cacti ingår i släktet Heterodera och familjen Heteroderidae. Inga underarter finns listade i Catalogue of Life.